# Station Zuidbarge
Station Zuidbarge (geografische afkorting Zbg) is een voormalige halte aan de spoorlijn Zwolle - Stadskanaal tussen Nieuw Amsterdam en Emmen bij het dorp Zuidbarge. De halte was geopend van 1 juli 1905 tot 2 oktober 1938 en tijdens de Tweede Wereldoorlog nog tussen 10 juni 1940 en 6 oktober 1941.
Het stationsgebouw van het NOLS-type halte werd in 1904 gebouwd naar een ontwerp van Eduard Cuypers. In 1945 werd het stationsgebouw gesloopt. De reden hiervan was dat het gebouw zwaar beschadigd geraakt was door een brand die door oorlogsgeweld veroorzaakt werd op 10 april 1945.
0: Zwolle ·
5: Herfte-Veldhoek ·
8: Marshoek-Emmen ·
12: Dalfsen ·
15: Rechteren ·
19: Vilsteren ·
23: Ommen ·
25: Sterkamp ·
29: Junne ·
31: Beerze ·
34: Mariënberg ·
37: Bergentheim ·
Brucht ·
42: Hardenberg ·
45: Baalder-Radewijk ·
48: Gramsbergen ·
50: De Haandrik ·
55: Coevorden ·
59: Dalen ·
62: Dalerveen ·
66: Nieuw Amsterdam ·
70: Emmen Zuid ·
71: Emmen Bargeres ·
72: Zuidbarge ·
75: Emmen ·
79: Weerdinge ·
82: Valthe ·
87: Exloo ·
93: Buinen ·
95: Drouwen ·
100: Gasselternijveen ·
103: Tweede Dwarsdiep ·
107: Stadskanaal
Assen ·
Beilen ·
Coevorden ·
Dalen ·
Emmen ·
-Zuid ·
Hoogeveen ·
Meppel ·
Nieuw Amsterdam

Zie ook: lijst van voormalige spoorwegstations in Drenthe